# 杉阳镇
杉阳镇，是中华人民共和国云南省大理白族自治州永平县下辖的一个乡镇级行政单位。

## 行政区划
杉阳镇下辖以下地区：
杉阳村、普棚村、阿海寨村、岩硐村、仁寿村、兴隆村、小寨村、永和村、金河村、松坡村、盘龙村和抱龙村。

## 中国传统村落
2012年，杉阳村被评为首批“中国传统村落”。